# Tōdai-ji
Il Tōdai-ji (東大寺? lett. "Grande tempio orientale") è un tempio buddhista situato nella città di Nara, antica capitale del Giappone dal 710 al 794. È il centro delle scuole Kegon e Ritsu, ma vi si studiano tutte le branche del buddhismo giapponese e il sito comprende numerosi templi e santuari. È anche uno dei monumenti più importanti di Nara e include capolavori architettonici che sono considerati tesoro nazionale.

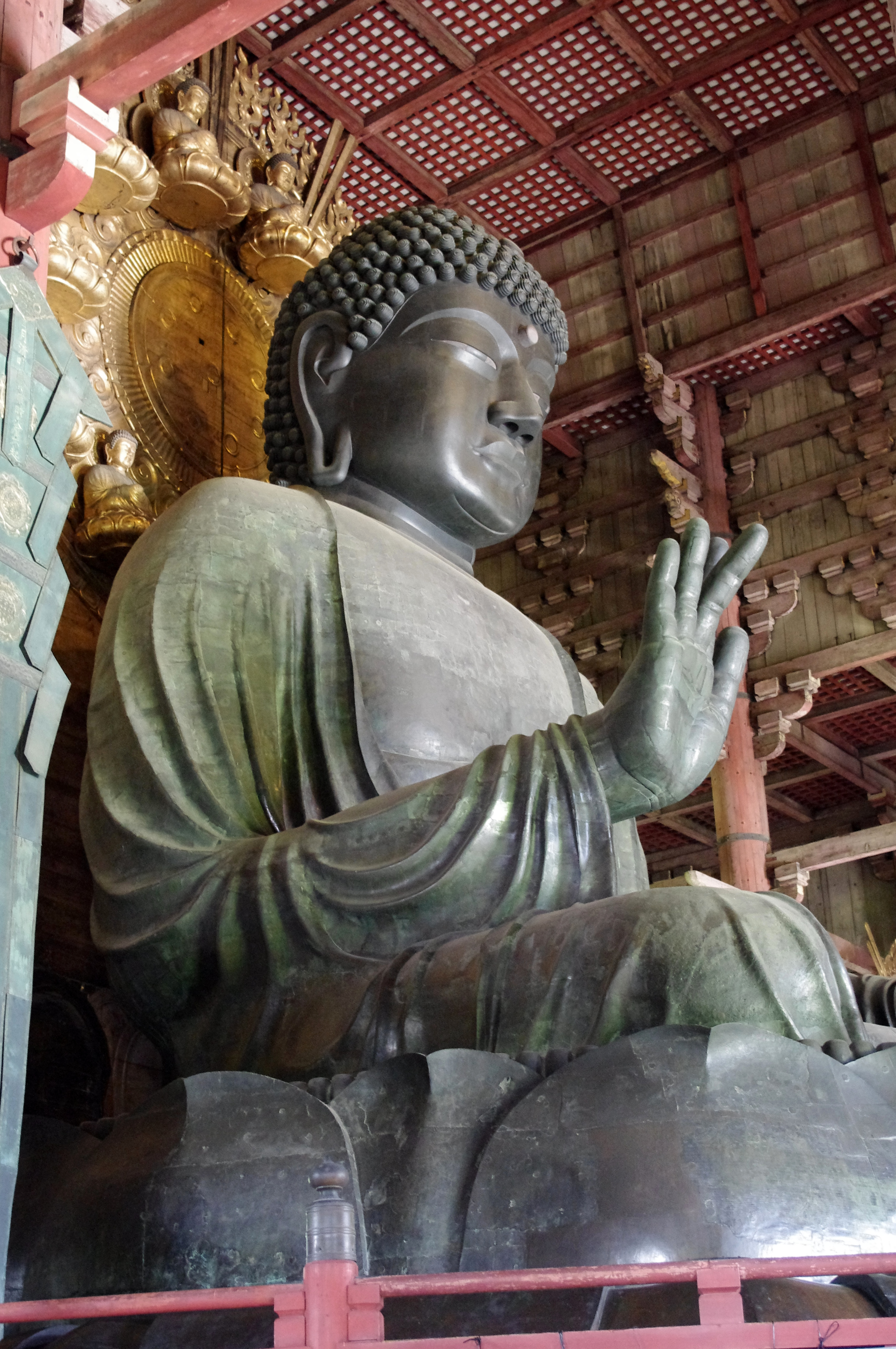

## Descrizione
Al suo interno vi sono: la più grande costruzione in legno del mondo, la Sala del Grande Buddha (大仏殿?, Daibutsu-den), con un frontale alto 57 metri e profondo 50; all'interno della Sala, il Vairocana Buddha (conosciuto semplicemente come Daibutsu (大仏?), ossia "Grande Buddha"), una colossale statua in bronzo del Buddha alta 14 metri; e la "Lanterna Ottagonale", alta quasi 5 metri. L'edificio, con una larghezza di otto arcate di pilastri (ossia appunto 57 metri), è un terzo più piccolo del tempio originale che ne comprendeva dodici. Nel cortile del tempio, i cervi pascolano liberamente perché considerati messaggeri divini nella religione Shinto.
Numerosi edifici secondari sono stati raggruppati tutto intorno alla Sala del Grande Buddha sul fianco della collinetta leggermente inclinata del Monte Wakakusa. Tra di essi, il Kaidan-in (戒壇院? lett. "sala di ordinazione"), lo Shōsō-in (正倉院?), antico granaio che fu trasformato in deposito di oggetti d'arte e l'Hokke-dō (法華堂?), rinomato per la sua collezione di sculture dell'VIII secolo. Il ruolo del tempio è strettamente legato alla funzione imperiale, i riti e le cerimonie che vi si sviluppano dovendo proteggere il paese e la famiglia dell'imperatore.

## Storia
Il tempio è stato costruito sotto il dominio dell'imperatore Shōmu per amplificare la magnificenza del Vairocana Buddha. Il Todai-ji serviva sia come luogo di preghiera, sia come centro di ricerche delle dottrine buddiste. Fu fondato da Roben, il capo della setta buddista Kegon (il Buddha centrale di tale setta è il Vairocana). Il progetto della statua mandò quasi in bancarotta l'economia giapponese, consumando la maggior parte del bronzo disponibile. La statua del Buddha è composta da un corpo di bronzo placcato d'oro. Fu ricostruita varie volte per i danni subiti a causa di svariati terremoti e il Daibutsuden è stato ricostruito due volte a causa d'incendi (durante la guerra a causa dei Taira nel 1180, per ordine dell'imperatore Go-Shirakawa, e nel 1567). Le mani attuali della statua risalgono al periodo Momoyama (1568-1603) e la testa è stata costruita nel periodo Edo (1603-1868).
All'ingresso del tempio si è accolti dalle due statue dei guardiani raffiguranti l'inizio e la fine. Le figure danzanti del Nio furono ristrutturate nel 1991. I Nio sono conosciuti come Ungyo, con la bocca chiusa, e Agyo, che ha la bocca aperta. Dalla loro costruzione queste figure non furono mai mosse dalla loro nicchia. Una delle colonne portanti nella Great Buddha Hall ha un foro nel mezzo e si dice che sia della stessa grandezza delle narici del Daibuts. I visitatori cercano di passarvi nel mezzo perché la leggenda dice che chi riuscirà ad attraversare il foro sarà benedetto con l'illuminazione nella vita futura. I bambini possono passare senza problemi, ma i grandi ne escono a fatica.
Il tempio è stato dichiarato patrimonio dell'umanità dall'UNESCO, insieme ad altri sette siti, compresi templi, santuari e luoghi di Nara. L'inizio della costruzione dell'enorme tempio è indicativamente il 743, quando l'imperatore Shōmu fondò il Kinshōsen-ji (金鐘山寺?) per compiacere il principe Motoi, il primo figlio avuto dalla consorte Kōmyōshi del clan dei Fujiwara. Purtroppo il principe Motoi morì un anno dopo la sua nascita. Durante l'epoca Tempyō, il Giappone soffrì per una serie di disastri ed epidemie. Dopo queste tremende esperienze l'imperatore Shōmu emanò un editto nel 741 per promuovere la costruzione di templi provinciali per tutta la nazione. Tōdai-ji (al tempo ancora Kinshōsen-ji) fu nominato Tempio provinciale della Provincia di Yamato e principale tra tutti i Templi provinciali.
Con il presunto colpo di Stato nel 729 da parte di Nagaya, un'epidemia di vaiolo tra il 735 e il 737 ulteriormente aggravata da anni di magri raccolti, una ribellione nel 740 capitanata da Fujiwara no Hirotsugu, il paese stagnava in una caotica situazione. L'imperatore fu forzato a spostare quattro volte la capitale (indicativo del livello d'instabilità raggiunto). Nel 743, l'imperatore Shōmu emanò una legge con la quale dichiarava che tutta la popolazione doveva essere direttamente coinvolta nella costruzione dei templi buddisti in tutto il Giappone. Questo perché si credeva che così facendo il Buddha avrebbe protetto il paese da ulteriori disastri. Gyōki, accompagnato dai suoi allievi, viaggiò per le province chiedendo donazioni. Secondo gli archivi conservati nel Tōdai-ji più di 2.600.000 persone aiutarono la costruzione del Great Buddha e della sua Hall. I 16 metri di altezza della statua furono costruiti utilizzando otto stampi e i lavori durarono tre anni; la testa e il collo furono forgiati insieme come elemento separato. La costruzione della statua iniziò dapprima in Shigaraki. Dopo molteplici incendi e terremoti, la costruzione fu ripresa a Nara nel 745 e il Buddha fu finalmente portato a termine nel 751. Un anno dopo, nel 752, la cerimonia dell'apertura degli occhi fu tenuta con una partecipazione di oltre 10,000 persone, accorse per festeggiare il completamento del Buddha. Il sacerdote indiano Bodhisena eseguì la cerimonia per l'imperatore Shōmu.
L'attuale edificio risale al 1709, sebbene sia il 30% più piccolo rispetto all'originale resta sempre la costruzione in legno più grande al mondo. Il complesso originale conteneva due pagode, all'epoca seconde in altezza solo alle piramidi d'Egitto. Furono distrutte entrambe da un terremoto.